# Squadratrice
La squadratrice è una macchina per la lavorazione del legno usata per tagliare pannelli in squadra con tagli di precisione.

## Tipi

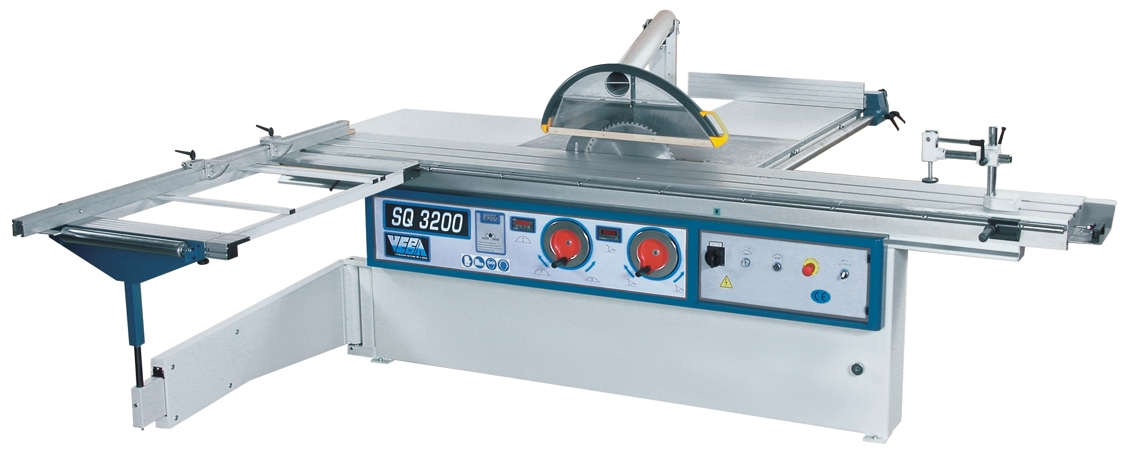
Sega circolare squadratrice

- La squadratrice circolare è composta da una sega circolare posta su un banco stabile e da una o più guide e carri che mantengono il pannello in squadra durante il taglio. In alcuni modelli la lama può essere inclinata per effettuare tagli a diverse gradazioni. Questo tipo di squadratrice si differenzia dalle normali seghe circolari a banco per la precisione delle guide e per la presenza di una lama incisore che migliora sensibilmente la finitura e la precisione del pezzo finito.

- La squadratrice doppia automatica è composta da due cingoli paralleli con dei pioli perfettamente allineati: il pannello viene caricato appoggiandolo ai pioli ed il movimento dei cingoli lo trascina all'interno della macchina. Il pannello così inserito viene trascinato verso dei gruppi motore disposti sui lati dei cingoli. Le frese che intervengono nel pannello rimuovono pochi millimetri di pannello rettificandolo e creando un angolo perfettamente retto rispetto al lato appoggiato al piolo. Al contrario della squadratrice a circolare la squadratrice doppia è una macchina particolarmente adatta al funzionamento in linea e per questo motivo il più delle volte viene montata appena prima della macchina bordatrice per poterla alimentare in automatico. Nel caso in cui il cingolo della bordatrice coincida con quello della squadratrice la macchina prenderà il nome di squadrabordatrice.
- La squadratrice monolaterale automatica è simile nel funzionamento a cingolo alla squadratrice doppia ma lavora asportando materiale da un solo lato.

## Motori nelle squadratrici automatiche
Per ottenere pannelli privi di scheggiature le frese e le lame non devono mai asportare la superficie con denti in movimento verso il vuoto. A tal fine nelle squadratrici doppie sono montati di solito non meno di 4 motori (2 per spalla) di grossa potenza ma sono frequenti macchine con anche 8 o più motori. Tutti questi motori lavorano con vari tipi di frese e lame o con angolazioni differenti e prendono diversi nomi in base al ruolo loro assegnato: in particolare si distingue:
- Sgrossatore: rimuove solo una parte del materiale aiutando il lavoro dei truciolatori. Viene usato in particolare quando c'è tanto materiale da togliere o il pannello ha in superficie sporgenze di tranciato o laminato.
- Anti-scheggia: è un gruppo che entra incidendo o asportando solo la parte frontale del pannello per poi escludersi. Evita che il truciolatore rovini con il suo intervento la parte anteriore del pannello.
- Incisore: incide la superficie nobile del pannello lasciando al truciolatore l'asportazione del solo materiale di supporto grezzo.
- Truciolatore: è un motore che monta una grossa fresa che asporta gran parte del materiale riducendo appunto in trucioli il pannello. A volte anziché usare un incisore ed un truciolatore per spalla si usa un gruppo con due truciolatori che girano uno in senso contrapposto all'altro asportando uno la parte superiore ed uno la parte inferiore del pannello.

Dopo l'intervento del truciolatore vengono a volte montate toupie che asportano pochi decimi di materiale per offrire una finitura ancora migliore o delle frese per arrotondare il pannello, creare scansi o fresate.